# Catedrala Mitropolitană din Cluj-Napoca
Catedrala Ortodoxă din Cluj-Napoca, situată în Piața Avram Iancu, a fost ridicată în perioada anilor 1920-1930, imediat după unirea Transilvaniei cu România. Este unul din principalele edificii religioase din municipiul Cluj-Napoca. Poartă hramul "Adormirea Maicii Domnului". În anul 1973, odată cu ridicarea scaunului eparhial al Clujului la rangul de arhiepiscopie, lăcașul de cult a devenit catedrală arhiepiscopală. Din anul 2006 edificiul servește drept catedrală a Arhiepiscopiei Vadului, Feleacului și Clujului, care este totodată și lăcaș al Mitropoliei Clujului, Maramureșului și Sălajului.
Este în prezent a treia catedrală din România ca înălțime, după cea Catedrala Mitropolitană din Timișoara și Catedrala Evanghelică din Sibiu. De asemenea, este clasată ca monument istoric, cu codul  CJ-II-m-B-07354.

## Ridicarea Catedralei
Inițiativa ridicării acesteia a aparținut episcopului Nicolae Ivan. Acesta s-a adresat încă din 1919 Consiliului Dirigent al Transilvaniei, pentru a solicita un ajutor financiar necesar ridicării unei catedrale ortodoxe la Cluj. Consiliul a aprobat cererea episcopului, oferind pentru început suma de 2 milioane de coroane austro-ungare. În 1920 episcopul Nicolae Ivan a solicitat Primăriei clujene ca parcul din fața Teatrului Național să fie cedat pentru zidirea catedralei, cerere care a fost și ea acceptată. 
A fost organizat un concurs de proiecte, câștigat de către arhitecții George Cristinel și Constantin Pomponiu, aceiași care au definit și planurile mausoleului de la Mărășești. Planurile au înglobat o serie de modele din arhitectura brâncovenească, specifică Țării Românești, fiind foarte evidentă influența bizantină.
Sfințirea catedralei s-a făcut într–un cadru festiv la 5 noiembrie 1933, fiind oficiată de Patriarhul României, Miron Cristea, împreună cu Mitropolitul Transilvaniei, Nicolae Bălan și episcopul de Cluj, Nicolae Ivan. La festivitate a fost prezent și regele Carol al II-lea, prințul moștenitor Mihai, membri ai guvernului României și numeroase personalități.

## Descriere
Lucrările de construcție au fost inițiate la 10 septembrie 1923, iar pe 7 octombrie 1923, a fost pusă piatra de temelie a catedralei, festivitate la care au participat prințul moștenitor Carol al României și primul ministru Ion I. C. Brătianu. Construcția a durat zece ani, în prima fază, între 1923-1926 folosindu-se un schelet de beton armat în care s-a zidit cărămidă, în exterior montându-se piatră de Baciu și Bompotoc. La subsol a fost construită la final o criptă, în care au fost înmormântați ulterior episcopul Nicolae Ivan, arhiepiscopul Teofil Herineanu, mitropolitul Bartolomeu Anania și episcopul Vasile Flueraș.
Au fost efectuate lucrări de o specialitate ridicată pentru acele vremuri, cum ar fi construirea celor 4 turle care înconjoară turla centrală, sculptarea celor 18 coloane imense din rotonda turlei mari, medalioane sculptate în piatră, arce de piatră pe fațadele laterale. Catedrala a fost înzestrată cu 4 clopote, aduse din Ungaria, cel mai mare dintre ele cântărind aproape 2 tone. Pictarea edificiului a fost realizată de profesorii Anastase Demian și Catul Bogdan, de la Academia de Artă, în perioada 1928-1933.

## Galerie de imagini

Vedere din față.
Vedere din spate.
Vedere din lateral.
Construcția catedralei.
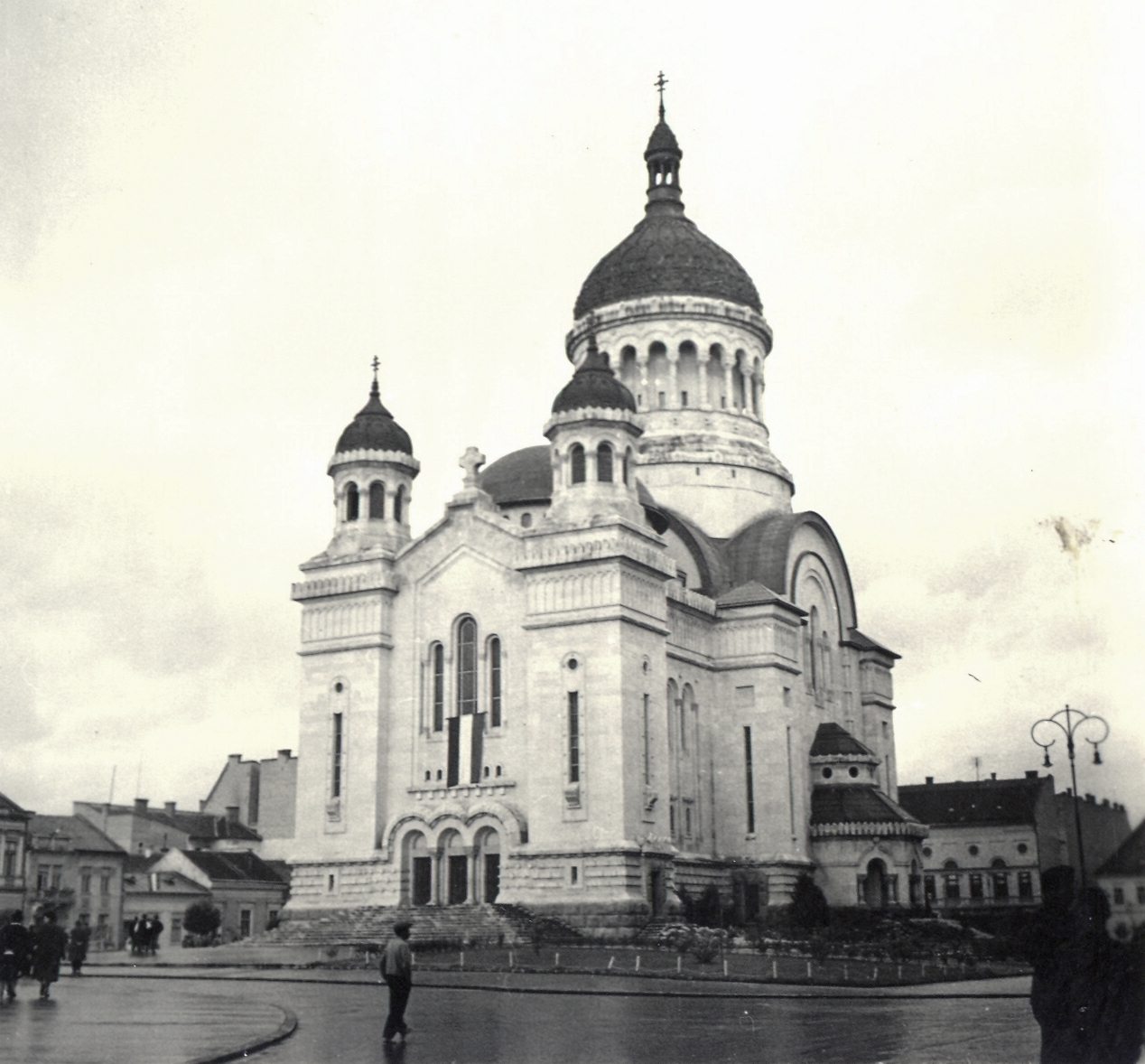
Catedrala în anul 1940.